# Eragrostis acutiglumis
Eragrostis acutiglumis är en gräsart som beskrevs av Parodi. Eragrostis acutiglumis ingår i släktet kärleksgrässläktet, och familjen gräs. Inga underarter finns listade i Catalogue of Life.